# Xưởng phim Khoa học - Giáo dục Triều Tiên
SEK Studio là tên viết tắt của Xưởng phim Khoa học - Giáo dục Triều Tiên (Scientific Educational Studio of Korea), hay còn được biết đến với tên gọi Xưởng phim thiếu nhi 26 tháng Tư.

## Phim đã sản xuất
- Gandahar (1988)
- Pif và Hercule (1989)
- Những câu chuyện của Cha Castor (1994)
- Huyền thoại Titanic (1999)
- Prudence Petitpas (2001)
- Thẩm Thanh Vương hậu (2005)
- Cha Pio (2006)